# Diskografija Uncle Tupela
Diskografija Uncle Tupela, američkog alter country sastava iz Bellevillea, država Illinois. Uncle Tupelo 1987. su formirali Jay Farrar (gitara i vokali), Jeff Tweedy (bas-gitara i vokali) i Mike Heidorn (bubnjevi). Sastav je prva tri albuma objavio preko nezavisne etikete Rockville Records. Nakon što im je Rockville odbio platiti tantijeme od prodaje albuma, sastav je napustio kuću i 1992. potpisao za Sire Records. Heidorn je u tom trenutku napustio sastav, a kasnije ga je zamijenio Ken Coomer. Prije snimanja njihova posljednjeg albuma Anodyne sastav je proširio postavu na pet članova uz dodatak Johna Stirratta i Maxa Johnstona.
Uncle Tupelo raspao se 1994; ubrzo nakon toga, Farrar je formirao Son Volt s Heidornom, dok su ostali članovi osnovali Wilco. 2003. godine, albumi sastava za Rockville ponovno su objavljeni u izdanju Legacy Recordsa; Anodyne je iste godine doživio još jedno reizdanje kroz Rhino Records. Osim četiri studijska albuma albuma, Uncle Tupelo je objavio šest singlova te snimio pjesme za nekoliko kompilacija i soundtracka. Retrospektivna kompilacija, 89/93: An Anthology, objavljena je 2002.

## Studijski albumi
| Godina | Naslov | Bilješke |
| ------ | --- | --- |
| 1990.  | No Depression - Izdavač: Rockville Records (ROCK-6050-2/1/4) - Objavljen: 21. lipnja 1990. - Format: CD, kazeta    | - Naslov albuma postao je nadimak za glazbeni žanr alternativni country. - Časopis No Depression dobio je ime po naslovu albuma. - Ponovno objavljen 15. travnja 2003. samo u CD formatu (Legacy Recordings) sa šest dodatnih pjesama. |
| 1991.  | Still Feel Gone - Izdavač: Rockville Records (ROCK-6070-2/4) - Objavljen: 17. rujna 1991. - Format: CD, kazeta     | - Ponovno objavljen 15. travnja 2003. samo u CD formatu (Legacy Recordings) s pet dodatnih pjesama. |
| 1992.  | March 16-20, 1992 - Izdavač: Rockville Records (ROCK-6090-2/4) - Objavljen: 3. kolovoza 1992. - Format: CD, kazeta | - Ponovno objavljen 15. travnja 2003. samo u CD formatu (Legacy Recordings) s pet dodatnih i jednom skrivenom pjesmom. |
| 1993.  | Anodyne - Izdavač: Sire Records (9 45424-2/4) - Objavljen: 5. listopada 1993. - Format: CD, kazeta                 | - Ponovno objavljen 11. ožujka 2003. samo u CD formatu (Rhino Records) s pet dodatnih pjesama. |

## Kompilacije
| Godina | Naslov                                                                                             | Bilješke                                                                        |
| ------ | -------------------------------------------------------------------------------------------------- | ------------------------------------------------------------------------------- |
| 1992.  | Still Feel Gone & March 16-20, 1992 - Izdavač: Dutch East India (6110-1)                           | - Samo dvostruki LP album; dva albuma upakirana zajedno s novim dizajnom omota. |
| 2002.  | 89/93: An Anthology - Izdavač: Columbia (62223)/Sony Music (5076122) - Objavljen: 19. ožujka 2002. | - Retrospektivna kompilacija s tri prije neobjavljene pjesme.                   |

## Demo vrpce
- Sve demovrpce sastav je objavio samostalno na audio kazetama.

| Godina | Naslov                    | Bilješke                                           |
| ------ | ------------------------- | -------------------------------------------------- |
| 1987.  | Colorblind & Rhymeless    |                                                    |
| 1988.  | Live and Otherwise        | - Snimljeno u Blue Noteu u Columbiji u Missouriju. |
| 1989.  | Not Forever, Just for Now |                                                    |

## Singlovi
| Godina | A-strana                                                                                 | B-strana                                                                                                   | Bilješke                                                           |
| ------ | ---------------------------------------------------------------------------------------- | --- | ------------------------------------------------------------------ |
| 1990.  | "I Got Drunk" - Izdavač: Rockville Records (ROCK6055-7)                                  | "Sin City"                                                                                                 |                                                                    |
| 1991.  | "Gun" - Izdavač: Rockville Records (ROCK6069-7)                                          | "I Wanna Destroy You"                                                                                      |                                                                    |
| 1991.  | "Gun"/"I Wanna Destroy You"/"Still Be Around"' - Izdavač: Rockville Records (ROCK6069-4) | | - Trostruka A-strana. - Verzija singla "Gun" na kazeti.            |
| 1992.  | "Sauget Wind" - Izdavač: Rockville Records (ROCK6089-7)                                  | "Looking for a Way Out (live)" "Take My Word"                                                              |                                                                    |
| 1993.  | "The Long Cut" - Izdavač: Sire Records                                                   | "We've Been Had (live)" "Truck Drivin' Man (live)" "Anodyne (live)" "Suzie Q (live)" "Fifteen Keys (live)" | - na omotu singla piše "The Long Cut + 5 Live" - Promotivni singl. |

## Suradnje
| Godina | Pjesma                                | Album                                                                      | Bilješke |
| ------ | ------------------------------------- | -------------------------------------------------------------------------- | --- |
| 1990.  | "Before I Break (demo)"               | Kompilacija Out of the Gate                                                | |
| 1991.  | "Won't Forget"                        | Soundtrack A Matter of Degrees                                             | |
| 1992.  | "Movin' On"                           | Kompilacija 20 More Explosive Fantastic Rockin' Mega Smash Hit Explosions! | - Obrada tematske pjesme Merlea Haggarda iz istoimene NBC-jeve televizijske serije; glavni vokal na pjesmi je Brian Henneman.               |
| 1992.  | "Shaking Hands (Soldier's Joy)"       | Arkansas Traveler                                                          | - Autorica i izvođačica Michelle Shocked; na pjesmi su surađivali Farrar, Tweedy i Heidorn kao i Bernie Leadon i Jack Irons.                |
| 1992.  | "Wait Up"                             | Kompilacija Stolar Tracks Vol. 1                                           | |
| 1993.  | "Blue Eyes"                           | Kompilacija Conmemorativo: A Tribute to Gram Parsons                       | - Obrada pjesme Grama Parsonsa originalno snimljene 1968. u izvedbi The International Submarine Banda.                                      |
| 1993.  | "Effigy"                              | Kompilacija No Alternative                                                 | - Obrada pjesme Johna Fogertyja originalno snimljene 1969. u izvedbi Creedence Clearwater Revivala.                                         |
| 1993.  | "Are You Sure Hank Done It This Way?" | Kompilacija Trademark of Quality, Vol. 2                                   | - Obrada pjesme Waylona Jenningsa originalno snimljene 1975; izvedena s Joeom Elyjem na glavnom vokalu.                                     |
| 1993.  | "Fifteen Keys (live)"                 |                                                                            | - Vinilna kompilacija njemačkog časopisa What's That Noise (WTN 006); uključuje i pjesme sastava Cordelia's Dad, Swell i Fellow Travellers. |
| 1994.  | "Moonshiner"                          | Kompilacija The Best of Mountain Stage Volume Seven                        | - Snimljeno u Mountain Stageu u Charlestownu u Zapadnoj Virginiji.                                                                          |

Uncle Tupelo snimio je i jednosatni radijski specijal koji je 2003. objavio Legacy Records. Legacy je samo distribuirao CD, nazvan The Long Cut: A One Hour Radio Special, nekomercijalnim radijskim postajama kao način promocije reizdanja studijskih albuma sastava. Specijal je vodila Lauren Frey, a uključuje Farrarove, Tweedyjeve i Heidornove intervjue.

## Vanjske poveznice
- Službena stranica
- factorybelt.net Neslužbeni arhiv Uncle Tupela